# Ismaila Mabo
Pour les articles homonymes, voir Mabo.
Ismaila Mabo, né le 15 juillet 1944 à Jos et mort le 13 mars 2023 dans la même ville, est un joueur et entraîneur de football nigérian.

## Biographie

### Jeunesse
Né le 15 juin 1944 à Jos, Ismaila Mabo grandit dans sa ville natale. Son oncle et patriarche de la famille, Alhaji Salihu Nakande, est un savant musulman notable de la ville de Jos.
Il étudie à la St Theresa's Catholic Primary School puis à l'Academy Institute of Commerce Jos.
Il joue avec l'équipe scolaire du Nigeria qui bat le Ghana 1-0 à Accra le 13 février 1966, mettant ainsi fin à une série de défaites contre les Ghanéens

### Carrière de joueur
Il est le capitaine et défenseur central des Mighty Jets durant sa carrière de joueur,, à la fin des années 1960 et dans les années 1970.
Joueur de l'équipe depuis sa fondation en 1970, il est sacré champion du Nigeria en 1972.
Il fait ses débuts en équipe de Nigeria le 22 novembre 1970 contre le Congo-Brazzaville dans le cadre des qualifications à la Coupe d'Afrique des nations de football 1972.

### Carrière d'entraîneur
Après une formation en Hongrie de 1976 à 1977, il retourne au Nigeria pour exercer en tant qu'entraîneur au Mighty Jets FC. Il poursuit également des formations en Allemagne et à travers l'Europe.
Il entraîne l'équipe de football de l'État de Plateau dans plusieurs festivals sportifs dans le pays et travaille au conseil des sports de l'État, devenant chef de département des entraîneurs.
En 1991, il devient sélectionneur adjoint de l'équipe nationale féminine du Nigéria avant de devenir sélectionneur principal en 1995.
Au niveau mondial, il est à la tête de l'équipe à la Coupe du monde 1999, aux Jeux olympiques d'été de 2000 ainsi qu'aux Jeux olympiques d'été de 2004. Il mène le Nigeria en quarts de finale de la Coupe du monde 1999 et des Jeux de 2004, le meilleur résultat de l'histoire de l'équipe,.
Au niveau continental, il remporte le Championnat d'Afrique 1998, le Championnat d'Afrique 2000 ainsi que les Jeux africains de 2003.

### Mort
Ismaila confirme qu'il est malade à The Punch (en) en janvier 2023, à la suite du décès de sa femme. Il meurt le 13 mars 2023, à Jos, laissant derrière lui 3 enfants.

## Palmarès

### Joueur
- Champion du Nigeria en 1972 avec les Mighty Jets

### Entraîneur
- Champion d'Afrique 1998 avec l'équipe du Nigeria féminine
- Champion d'Afrique 2000 avec l'équipe du Nigeria féminine
- Vainqueur des Jeux africains de 2003 avec l'équipe du Nigeria féminine